# Аруба
Ару́ба (пап'ям. і нід. Aruba) — невеликий острів та однойменна установча країна на півдні Карибського моря, неподалік від берегів Венесуели. Це — найзахідніший із Малих Антильських островів. Аруба, разом із Кюрасао, Сінт-Мартеном і Нідерландами, є конституційними частинами Королівства Нідерландів. Площа суходолу — 193 км². Чисельність населення — 103 065 осіб. Столиця країни — місто Ораньєстад.

## Фізико-географічна характеристика

### Географічна характеристика

Мапа острова

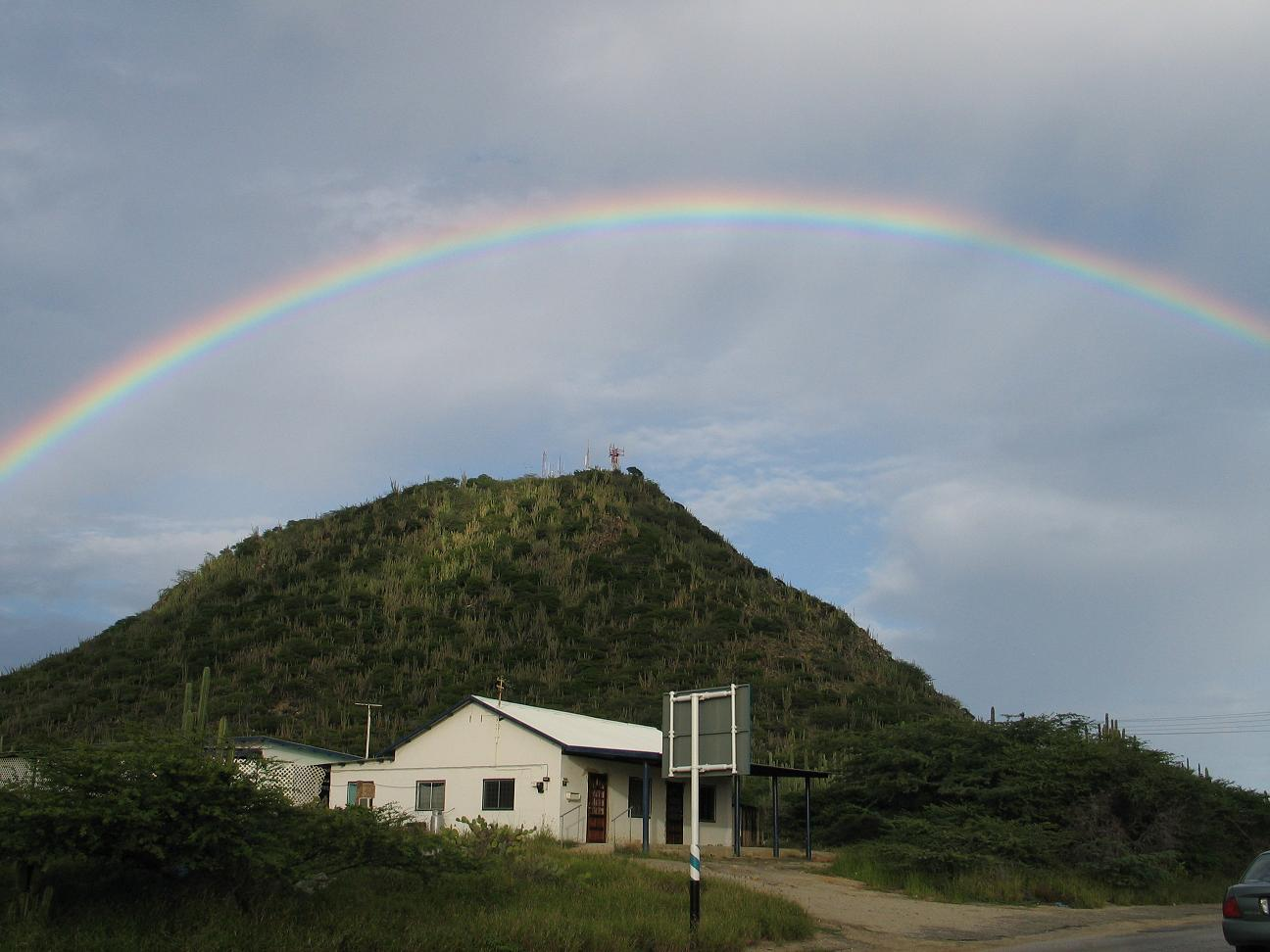
Ойберг

Аруба розташована на півдні Карибського моря, за 29 кілометрів до півострова Парагуана (Венесуели) та за 68 км на захід від Кюрасао.
Разом з островами Бонайре та Кюрасао Аруба формує групу АВС островів, які також мають назву Підвітряні (Південно-Антильські) острови.
Острів має видовжену форму, завдовжки 33 км (20,5 миль) та завширшки 8 км. Площа суходолу — 193 км².
Найвищими точками острова є височина Яманота (188 м) та Ойберг (165 м).

### Геологія
Геологічне походження острова пов'язане з вулканічною активністю 90-95 млн років тому. Острів сформовано лавовими, кварцовими та вапняковими породами. Найпоширенішими лавовими породами є діабаз, вулканічний туф, конгломерат і сланець. Діабаз міститься у твердих чорних скелях, яких тут чимало. Туф утворено переважно зі спресованого попелу, що вказує на сильну вулканічну активність минулого. В результаті вулканічної активності також сформувалися й конгломерати з осадових порід. Під дією тиску та температурного режиму частина цих порід трансформувалася в сланець.
Породи віком у 85-90 млн років відносяться до періоду плутонізму. Після згасання вулканізму розплавлені породи витікали з-під кори землі, але не досягали поверхні. Такі породи відрізнялися за структурою від порід вулканізму. Переважна частина Аруби сформована з таких порід, як батоліт, що застигли всередині лавових порожнин та сформували велике магматичне тіло. Найпоширенішою породою з батоліту є кварцдіорит, який трапляється як у вигляді дрібного щебеню, так і великих каменів (в місцинах Айо та Касібарі). Ойберг сформований із грубозернистого квардціориту, який називають ще ойбергіт. Іншою породою батоліту є габро, чорний і крупнозернистий він трапляється переважно в Буширібані та Матівідірі.
Наймолодшими копалинами острова є вапняки, які були сформовані в умовах, подібні до сучасних коралових рифів. Це підтверджується скам'янілостями рослин і тварин, аналогічних сучасній флорі та фауні коралових рифів.

### Клімат
Клімат Аруби сухий тропічний. Середньорічна температура коливається біля показника 28 °C й не надто змінюється в залежності від пори року. Добова амплітуда температури також не перевищує 4 °C. Середньорічна кількість опадів становить всього 432 мм, причому основна їх частина випадає протягом жовтня та листопада, переважно у вигляді короткочасних злив. Аруба розташована південніше основного маршруту переміщення тропічних ураганів, тому вони не часто завдають втрат економіці острова.

### Національні парки

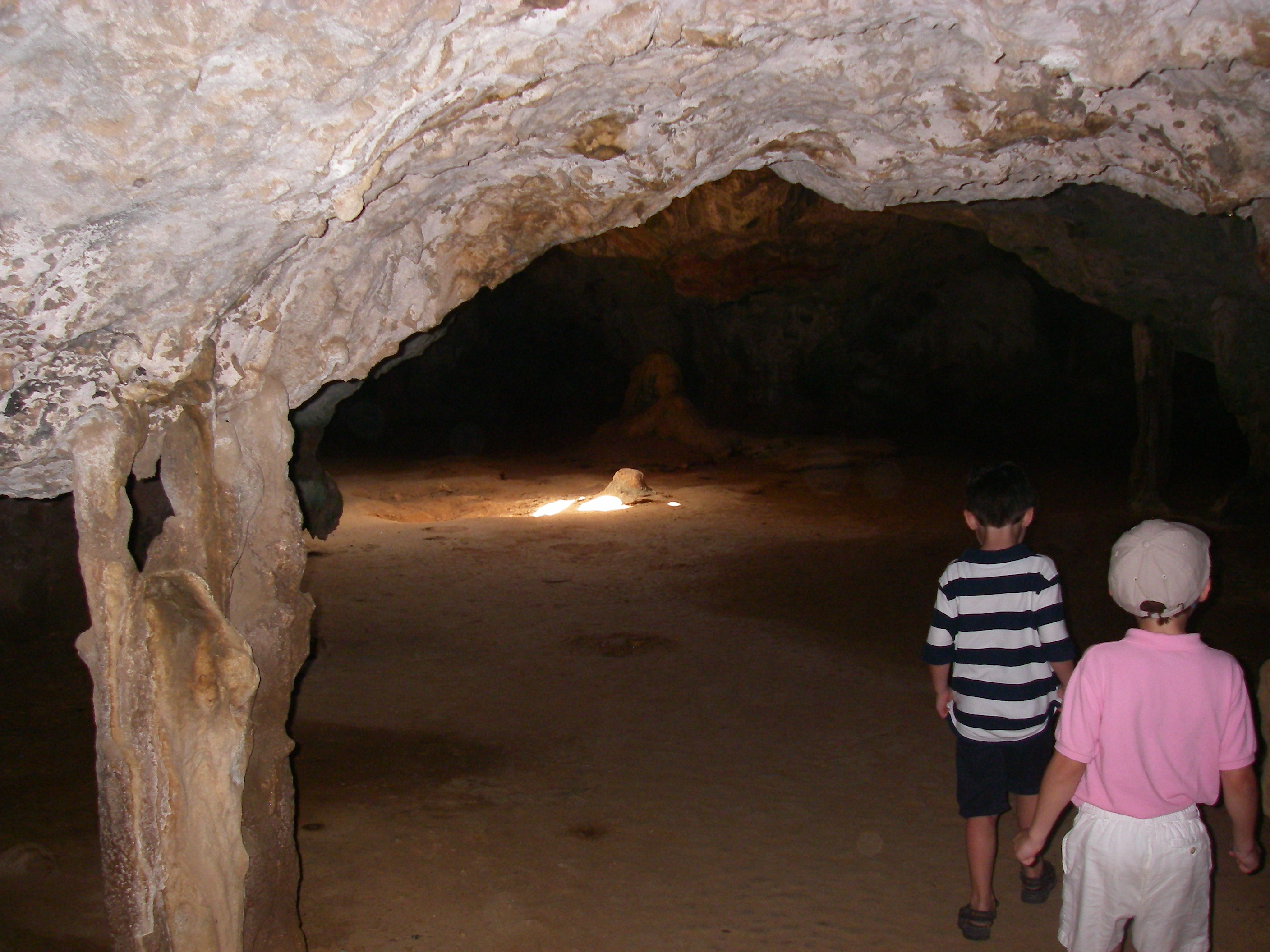
Печера Гвадірікі в національному парку Арікок

Національний парк Арікок займає 18 % площі острова, включаючи значну частину внутрішньої області Аруби та довгу ділянку північного узбережжя. На території парку розташовані височина Яманота — найвища точка острова, а також пагорб Арікок. Серед історичних пам'яток Аруби в парку знаходяться петрогліфи у печері Фонтейн, залишки нідерландських сільських поселень в Масідурі, колоніальні будинки в Прінс-Валлі та руїни золотої копальні в Міраламарі. Серед рослинності парку: дерева діві-діві, різноманітні види кактусів, алое, тропічні квіти. Фауна Арікоки представлена кролями, ящірками та гримучими зміями.

### Флора і фауна

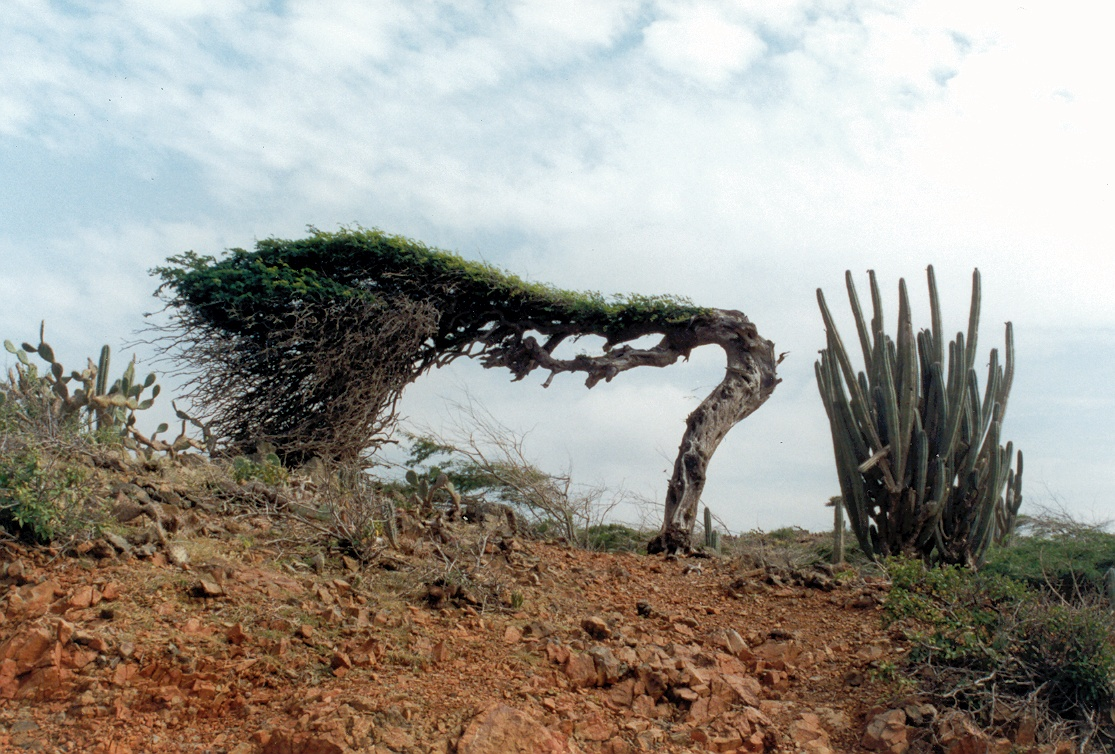
Діві-діві

Попри невелику кількість опадів, флора острова досить багата. Найпоширенішою рослиною Аруби є дерево діві-діві. Також вельми розповсюджені кактуси. Алое справжнього (Алое вера) ще й досі вдосталь на острові, та вже не в таких кількостях, як на початку XX століття. Уздовж південного узбережжя зростають плюмерія, гібіскус, бугенвілія, делонікс царський, олеандр, кокосова пальма, папая, манго, лимон, мигдаль та інші рослини.
На Арубі немає великих тварин, та тут зустрічаються 8 видів ящірок — 3 види теїдів (Teiidae) s 5 видів геконів (Gekkonidae), два види змій — тропічна гримуча змія (Crotalus durissus) та арубанська котячоока змія (Leptodeira bakeri), в надбережних водах зустрічається черепаха бісса (Eretmochelys imbricata). Десятки видів птахів відвідують острів, мігруючи між Північною та Південною Америкою (зокрема розповсюджені крячкові, чаплі, пелікани, мартини, баклани). У прибережних водах мешкають морський окунь, риба-папуга, морський янгол, вугор, манта, омар.

## Політичний устрій

### Конституція
Конституцію Аруби було ухвалено 9 серпня 1985 року (оголошено 19 серпня нідерландською мовою) всіма політичними партіями, що були представлені в той момент у парламенті. За нею Аруба стала суверенною, незалежною, автономною державою-членом Королівства Нідерландів, яке складається з таких держав-учасників: Аруби, Кюрасао, Сінт-Мартена, та держави Нідерланди. Питання оборони, громадянства та зовнішніх зв'язків Аруби відносяться до компетенції уряду Нідерландів. Компетенції Королівства Нідерландів визначені рамковою конституцією — Хартією Королівства Нідерландів.

### Виконавча влада
Головою Аруби є король Нідерландів, якого представляє на острові губернатор. Губернатора призначає король за рекомендацією Ради міністрів Аруби. Строк його повноважень — 6 років. Виконавчу владу представляє Рада міністрів, яка складається з 7 членів та підзвітна парламенту. Головою Ради міністрів є Прем'єр-міністр.

### Законодавча влада

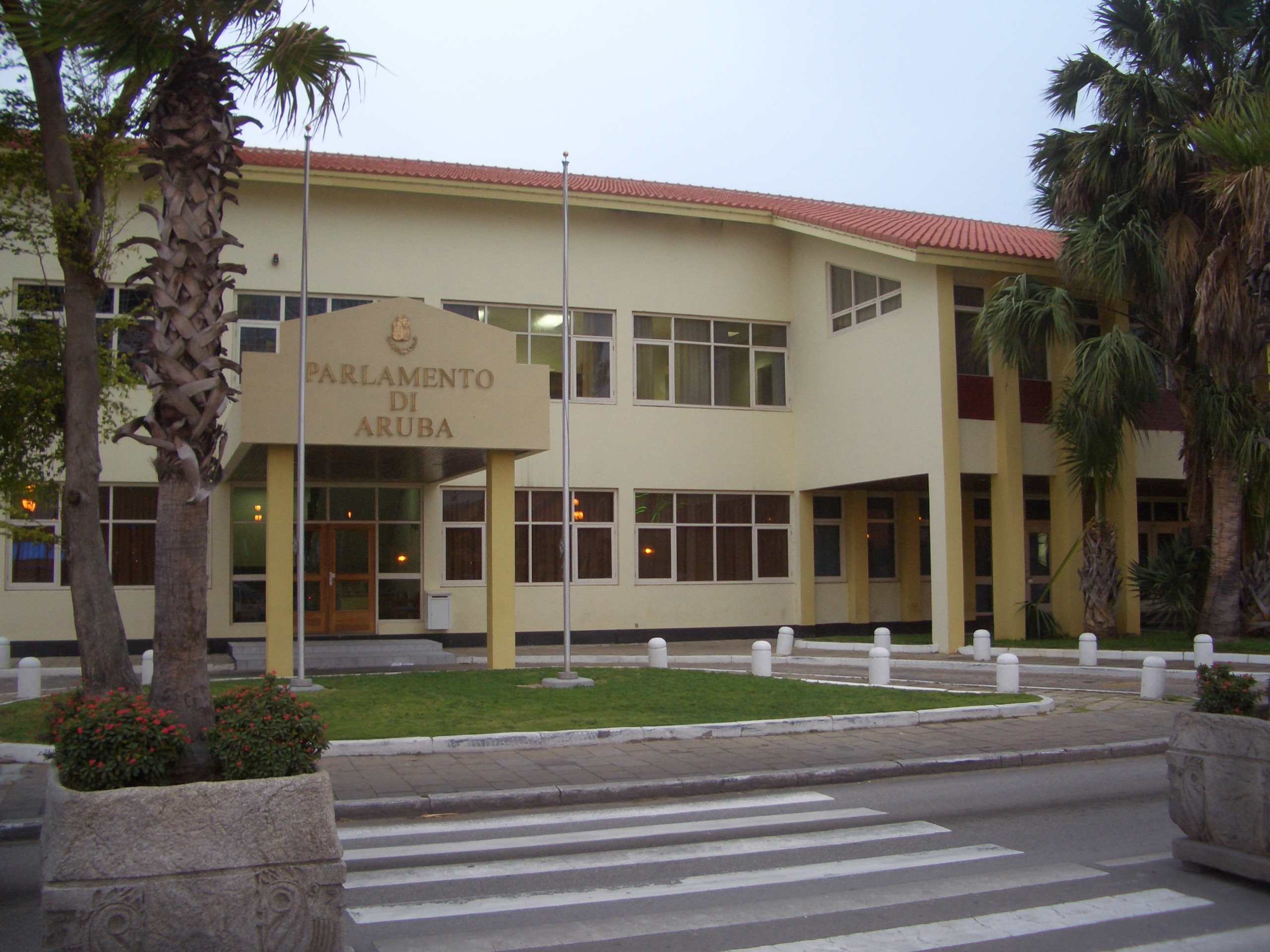
Парламент Аруби

Парламент (нід. Staten) Аруби складається з 21 депутата, які вибираються що чотири роки, за багатопартійною системою.

### Судова влада
Всі судді судів першої інстанції (нід. Gerecht in Eerste Aanleg) призначаються королевою Нідерландів на довічний термін та мусять пройти спеціальну шестирічну підготовку перед призначенням.
На судовому процесі присутній один суддя першої інстанції Аруби. Всі апеляції розглядаються трійками суддів Апеляційного суду Нідерландських Антильських островів і Аруби (нід. Gemeenschappelijk Hof van Justitie voor de Nederlandse Antillen en Aruba). Подальші апеляції розглядаються у Верховному суді Нідерландів (нід. Hoge Raad der Nederlanden), що в Гаазі. Ухвали Верховного суду не є обов'язковими, та суди нижчих інстанцій намагаються їх додержуватись.

### Адміністративний поділ
В Арубі немає адміністративно-територіальних одиниць. Країна поділяється на 8 регіонів перепису населення (Ноорд/Танкі-Леендерт, Східний Ораньєстад, Західний Ораньєстад, Парадера, Північний Сінт-Ніколас, Південний Сінт-Ніколас, Санта-Круз, Саванета). Однак вони не мають ніяких адміністративних функцій та використовуються лише для зручності перепису населення.

### Політичні партії
Перші політичні партії на Арубі з'явилися під час Другої світової війни, коли на острові почалось розвиватися самоуправління. Найпершою партією є Патріотична партія Аруби, що тривалий час була частиною Демократичної партії Кюрасао, котра в 1944–1969 роках була провідною політичною силою Нідерландських Антильських островів.
У 1971 році був утворений Народний виборчий рух Аруби, який боровся за відділення Аруби від Нідерландських Антильських островів та подальше здобуття повної незалежності. Результатом діяльності руху став вихід Аруби у 1981 році зі складу Нідерландських Антильських островів. Згодом у 1983 році в результаті переговорів було складено угоду між Нідерландами, Нідерландськими Антильськими островами та Арубою, за якою Аруба отримала особливий статус.
Нині в країні діє ціла низка політичних партій, вісім із яких взяли участь у виборах 2009 року:
- Народна партія Аруби [Архівовано 8 червня 2011 у Wayback Machine.] (Arubaanse Volks Partij, AVP) — 12 місць у парламенті,
- Народний виборний рух (Movimiento Electoral di Pueblo, MEP) — 8 місць,
- Справжня демократія (Democracia Real, DR) — 1 місце,
- Патріотичний рух Аруби (Movimiento Patriotico Arubano, MPA),
- Мережа виборної демократії (Red Electoral Democratico, RED),
- Патріотична партія Аруби (Partido Patriotico Arubano, PPA),
- Об'єднані християни за посилення потенціалу Аруби (Cristiannan Uni Reforzando Potencial di Aruba),
- Незалежний соціальний рух/Ліберальна організація Аруби (Movimento Social Independiente/Organisacion Liberal Arubiano).

### Збройні сили
Аруба не має власної регулярної армії. Оборона Аруби підлягає компетенції уряду Нідерландів. На Арубі та інших Нідерландських Антильських островах перебуває нідерландський військовий контингент числом у понад тисячу осіб.
Число чоловіків, віком від 16 до 49 років, придатних до військової служби, становить 16 278 (оцінка 2005 року). Функціонує й місцевий силовий підрозділ Arubaanse Militie (ARUMIL), числом коло однієї чоти. Служба в ARUMIL є добровільною, а підготовку здійснюють військовослужбовці Королівських військово-морських сил Нідерландів.

### Зовнішня політика
Зовнішньою політикою Аруби завідує Міністерство закордонних справ Нідерландів і Департамент зовнішніх справ Нідерландських Антильських островів і Аруби.
Аруба є учасником Карибського співтовариства (як спостерігач), МОП, МВФ, Інтерполу, МОК, МКП, ЮНЕСКО (асоційований учасник), ЮНВТО (асоційований учасник), ВПС, ВМО.

## Історія

### Назва
Існує кілька різних теорій щодо походження назви острова. Найімовірніше, що слово «Аруба» походить від індіанських слів «ora» («черепашка») та «oubao» («острів»), що поєднується в значення «острів черепашок». Інше ймовірне поєднання — «uru» («каное») та «oubao» («острів»), що може означати використання індіанцями каное для мандрівок морем та заселення Аруби таким чином.
За іншою теорією назва може походити від іспанського «oro hubo» («тут було золото»), пов'язаного із пошуками іспанськими мореплавцями золота у Карибському регіоні.
Перша поява острова на мапі датується 1562 роком, де він указаний під назвою «Orua». На інших мапах XVI–XVII ст. зустрічаються інші варіанти назви острова: «Oruba», «Ouraba», «Uruba» та «Arouba».

### Індіанці
Про найдавніших мешканців Аруби відомостей обмаль. Розкопки показують, що острів було заселено ще задовго до його відкриття іспанськими мореплавцями, а первісні його мешканці жили десь коло 2 500 року до н. е. Населення острова складали індіанці з племені араваків. Вони були рибалками, мисливцями та збирачами, використовували примітивні інструменти, вироблені з каменю та черепашок. Археологічні дослідження (наскельні малюнки, поховання) вказують на те, що культура індіанців Аруби була подібною до культури Південної Америки.
Знахідки, що відносяться приблизно до 900 року до н. е., вказують на те, що індіанці Аруби ліпили вручну глиняні горщики й товкли у них сіль. У той період вони мешкали у поселеннях сімейного типу та використовували інструменти з каменю. Знайдено також прикраси, виготовлені зі шматків черепашок. Індіанці Аруби малювали наскельні малюнки, переважно у печерах (Фонтейн, Гвадарікірі тощо), у вигляді геометричних фігур, всередині яких зображені люди чи тварини. Печери не використовувалися для житла, імовірно виступаючи як релігійні місця.
У XIV столітті Арубу захопили кариби. Коли європейці відкрили острів, індіанці у своєму розвитку перебували в кам'яній добі, переважно займаючись рибальством і полюванням.

### Колонізація острова

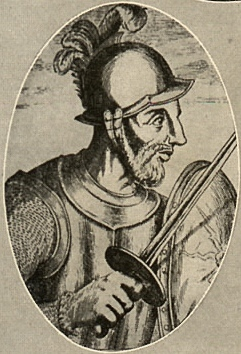
Алонсо де Охеда

Нідерландські Підвітряні острови було відкрито іспанцями в 1499 році. Історики не дійшли згоди щодо того, хто саме є першовідкривачем — Алонсо де Охеда чи ж Амеріго Веспуччі. Судячи з малюнків і мап, Охеда був на островах Кюрасао й Бонайре, але не був на Арубі. Ймовірно Арубу було відкрито кількома роками по тому, в одній із розвідувальних експедицій.
Іспанці йменували острови «островами Гігантів» (ісп. Islas de los Gigantes), оскільки місцеве населення було за зростом вищим від них. Інша тогочасна назва Підвітряних островів була «Даремні острови» (ісп. islas inutiles), бо ж на них не було знайдено ні золота, ані срібла, а надалі вони виявилися непридатними й для сільськогосподарського використання. Від слова «inutiles» можливо й виникла сучасна назва «Антили».
У 1513 році іспанці депортували все населення Аруби (та й інших Підвітряних островів) для праці на мідних копальнях у Санто-Домінго, де з часом вони всі загинули від різних хвороб у результаті тяжкої експлуатації. Острів став незаселеним, та скоро туди прибули поселенці з материкової частини континенту, а згодом й іспанці. Іспанці зорганізували на острові своєрідне «ранчо», де на одному великому сільському окрузі вільно пересувалися коні, осли, корови, свині, вівці та кози. Індіанці працювали на них як прислуга та наглядачі худоби.
У 1634 році голландці завоювали острів Кюрасао, використовуючи його як базу проти іспанського флоту під час Вісімдесятирічної війни. 1636 року голландці окупували також Арубу й Бонайре, щоб уберегтися від атак іспанців із цих островів. Голландська Вест-Індійська компанія (ВІК) почала розвивати острови Лееварда як сільськогосподарські колонії. Зокрема на Арубі вони розпочали розводити коней та кіз. Причому число кіз зросло настільки, що Арубу почали називати також «островом кіз» (нід. geiteneiland). Ще однією експортною статтею тогочасної Аруби було так зване «бразильське дерево» (нід. Brazielhout), яке доставлялося в Амстердам як основний компонент для червоної фарби.
Аруба управлялась командиром, якому допомагали кілька чоловік білого населення. Острів населяли лише індіанці, котрі доглядали худобу та вирубували дерева на продаж. Вони могли жити відносно вільно, оскільки ВІК заборонила будувати поселення неіндіанському населенню. Виняток було зроблено лише для солдатів ВІК та їх прислуги, котрі мали невелике поселення в Саванеті. Індіанці мешкали у північно-східній частині острова між Альто-Вістою (де було збудовано першу католицьку церкву для індіанців) та Серое Крістелем і Хушидібаною. 1806 року на 141 індіанську сім'ю припадало 60 білих. Чорношкірих рабів почали привозити на острів в обмежених кількостях лише після 1770 року.

### ХІХ століття

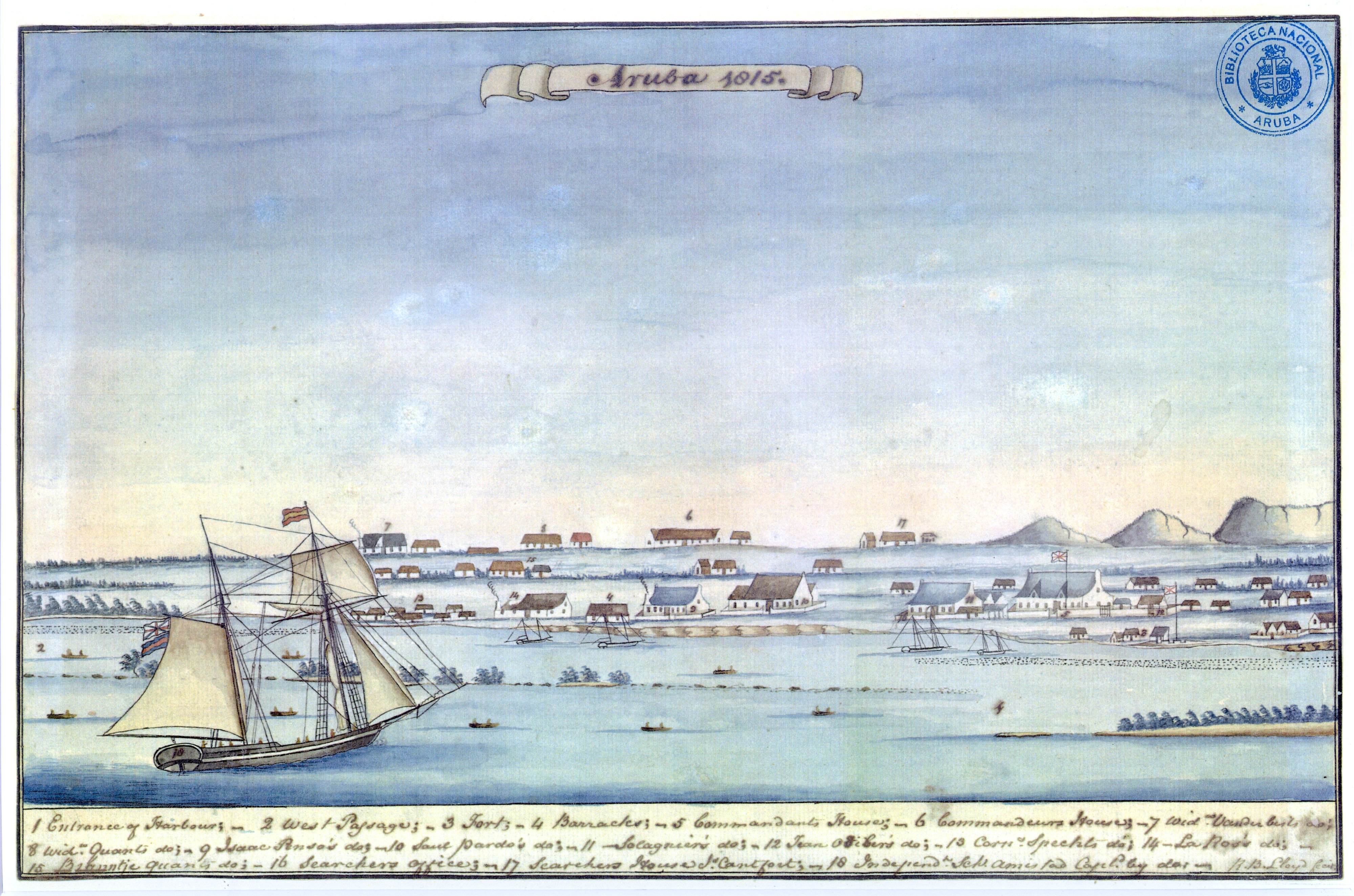
Аруба в 1815 році. Картина Р. Б. Ллойда, що належить до англійського періоду острова

На Арубі не могли не відбитися й чисельні війни між голландцями та британцями. Арубу було окуповано англійцями в 1799–1802 та у 1806–1816 роках, згодом голландці знову повернули собі ці землі. За переписом 1816 року 564 із 1732 мешканців Аруби були індіанцями, більшість жителів були католиками. Фактична колонізація острова почалась лише наприкінці XVIII століття, коли затока Коней (нід. Paardenbaai) в Ораньєстаді використовувалась як перевальний пункт між Кюрасао й континентальною частиною Венесуели.
У 1824 році в Роой-Флуйті хлопчик Віллем Расмійн випадково знайшов золото, після чого острів відвідав колонії Кантцлаар, й була розпочато видобування золота, яке припинилося під час Першої світової війни.
У 1845 році було утворено колонію Кюрасао, до якої увійшли острови Кюрасао, Аруба, Бонайре, Саба, Сінт-Естатіус і Сінт-Мартен (нідерландська частина острова Святого Мартіна). 1863 року відмінено рабство, і 496 рабів Аруби стали вільними.
В середині XIX століття за правління командира Яня Геленуса Фергюсона (1866–1871) на Арубі почали культивувати алое. Відтоді Аруба стала одним із основних постачальників алоїнової гуми, що переважно експортувалася до Нью-Йорка, Гамбурга та Лондона. Гуму з Антильських островів, 90 % з якої вироблялося на Арубі, називали в ті часи «кюрасавська гума». Її відносили до найякісніших та найдорожчих у світі та була головною статтею доходів Аруби аж до розвитку нафтопереробної галузі.
У 1874 році Вотерс Гравенгорст виявив на острові родовища фосфатів. А вже у 1879 році створено компанію Aruba Phosphaat Maatschappij (APM), для їх видобування, для чого були залучені робітники з Кюрасао та Бонайре, а також група італійських робітників. Видобуток фосфатів дав поштовх розвитку селища Сінт-Ніколас. APM здійснювала свою діяльність до 1914 року, аж до вичерпання запасів усіх родовищ острова, після чого компанію було закрито.

### Новітні часи
У 1920-ті роки на Арубі розпочалася ера нафти, завдяки чому економіка острова суттєво зміцніла. З 1924 року острів почали використовувати як перевалочну базу, для подальшого транспортування венесуельської нафти, згодом тут побудували нафтопереробні заводи «Лаго» та «Arend Petroleum Maatschappij» (Нафтова компанія «Орел»).
У роки Другої світової війни Аруба відігравала дуже важливу роль для союзників, оскільки саме тут знаходився один із найбільших нафтопереробних заводів тих часів. Вироблене на «Лаго» паливо, використовувалося військово-повітряними силами союзників, і як наслідок, американські кораблі поблизу острова наражалися на торпедні атаки німців. 1939 року для захисту від нападу з повітря на найвищій точці східної частини острова, Хуана-Морто, було організовано лінію оборони.
У ті часи Арубу часто навідували німецькі кораблі. Та коли Німеччина напала на Нідерланди, коло узбережжя Аруби стояв на якорі лише один німецький корабель «Антілла», який було оточено військами, після чого капітан підпалив корабель, як тільки екіпаж сів на човни. Екіпаж «Антілли» було взято в полон, та відіслано на острів Бонайре разом із тими німцями, які знаходились на острові. 10 травня 1940 року на острові висадились 180 французьких солдат для допомоги при обороні Аруби. У червні 1940 року їх замінили англійські та шотландські війська. Наприкінці 1941 року, коли США вступили у війну, на острів прибули американські солдати, та почали прибувати важкі бомбардувальники, для чого довелося реконструювати аеропорт Дакота.
Вночі 16 грудня 1942 року Аруба зазнала масштабної атаки від німецької субмарини U-156, яка потопила кілька кораблів, а тоді атакувала «Лаго». Лише помилка німецького екіпажу врятувала завод від цілковитого знищення, оскільки торпеда не влучила в ціль і завод було обстріляно невеликими гарматами. Наступного дня цю торпеду виявили на пляжі, а під час спроб її знешкодити загинули четверо голландських солдатів. 1944 року кілька кораблів коло острова знову було торпедовано німцями.

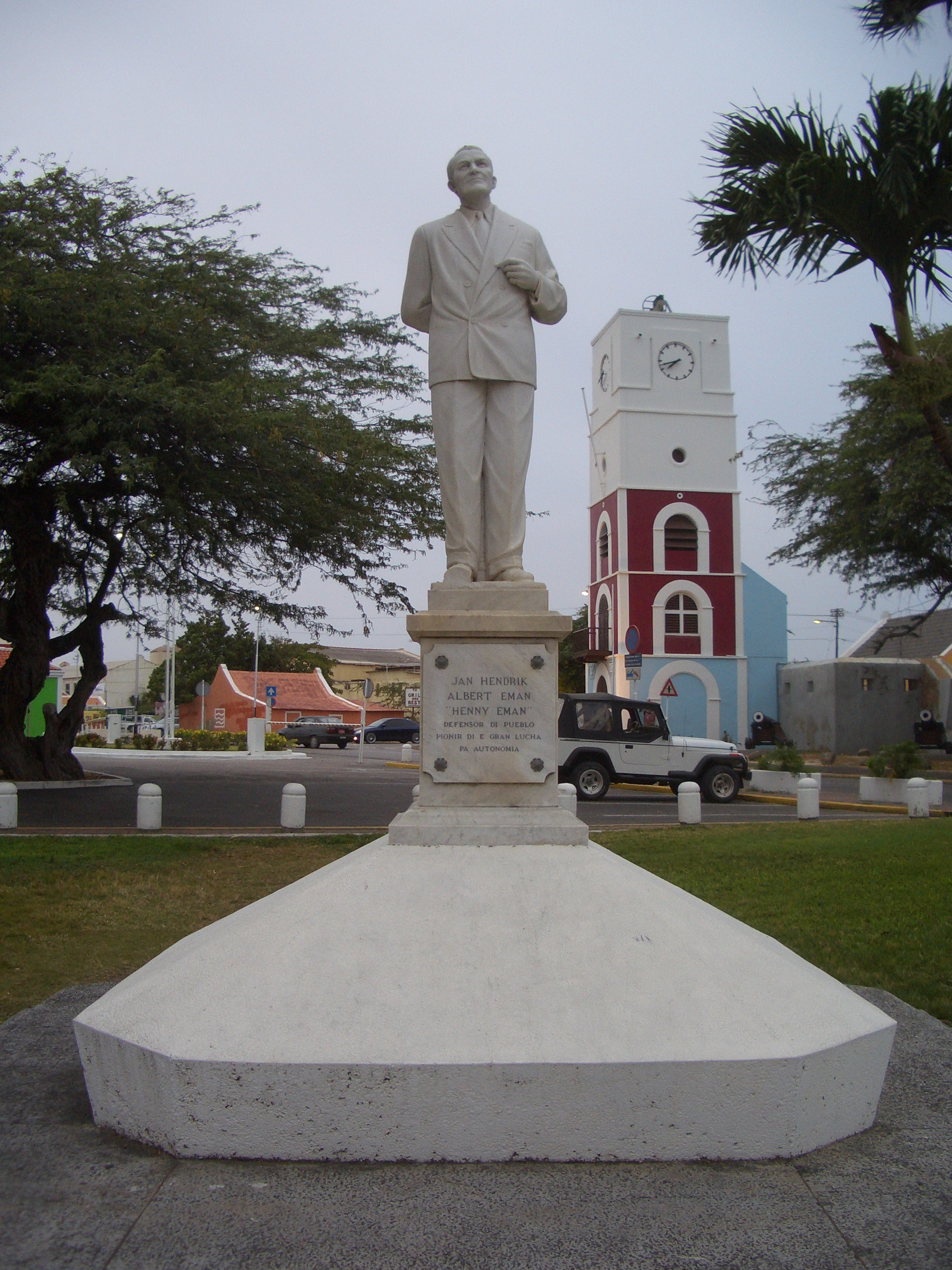
Пам'ятник Яну Гендрику Альберту «Генні» Еману в Ораньєстаді поряд із будівлею парламенту

У 1947 році Генні (Яном Гендриком Альбертом) Еманом було організовано петицію Нідерландам за підписами 2147 мешканців Аруби із наміром відділитися від колонії Кюрасао. 1948 року в Гаазі пройшла конференція з цього питання, на якій визнано за можливе надання незалежності Арубі, яку представляв на конференції Шон А (Корнеліс Альберт) Еман (син Генні Емана). Однак ці рекомендації не були впроваджені у життя.
У 1953 році на острові свою діяльність припинила нафтопереробна компанія «Eagle». У 1954 році п'ять островів (Аруба, Бонайре, Кюрасао, Сінт-Мартен і Саба) стали самоврядними в межах Нідерландських Антильських островів.
У 1973 році на острові відбувся референдум, на якому більшість населення віддало перевагу статусу незалежності в межах Королівства Нідерланди, запропонований партією MEP, очолюваною Бетіко (Гільберто Ф.) Крусом. У січні 1976 року, коли уряд Нідерландів відхилив варіант надання Арубі такого статусу, Бетіко Крус пригрозив проголошенням у березні 1981року Арубою незалежності в односторонньому порядку. 18 березня 1976 року для посилення національного самоусвідомлення були затверджені прапор і гімн.
У 1981 році під час чергової конференції у Нідерландах було вирішено, що Аруба отримає незалежність у січні 1996 року після десятирічного перехідного періоду, починаючи з 1 січня 1986 року, відколи Аруба стала незалежною від Нідерландських Антильських островів.
Першим прем'єр-міністром Аруби у межах такого статусу став Генні Еман (онук Генні Емана, поборника незалежності Аруби), котрий одразу зіткнувся із наслідками закриття нафтопереробного заводу «Лаго», внаслідок чого безробіття в країні досягло 20 %. За фінансової підтримки Нідерландів він зміг диверсифікувати економіку, розвинувши туристичний напрямок. Було створено 10 тис. нових робочих місць, побудовано нові готелі. Наприкінці 1980-х років було засновано Центральний банк, введено власну валюту, засновано Університет Аруби. 1990 року нова нафтова компанія (Coastal Aruba Refinery Company) відновила діяльність заводу «Лаго».
Попри всі зусилля, країна досі не отримала повної незалежності, такий намір було скасовано Нідерландами у 1990 році. 1989 року прем'єр-міністром Аруби було обрано Нельсона Орландо Одубера, у 1994 — знову Генни Еман, згодом у 2001 році крісло прем'єра знову повернув собі Одубер.

## Населення

### Демографія
Населення Аруби формувалося зі строкатого поєднання іспанських біженців, місцевої індіанської основи, приїжджих голландців і нечисленних представників інших національностей (італійці, євреї та інші). Загальне число жителів (2007) сягає 105 000 осіб, щільність населення — 544,0 ос./км². Переважну частину населення складають арубанці, нащадки індіанців і невеликої кількості чорношкірих рабів. Серед європейських національностей — голландці та португальці. На острові мешкають і представники азійських національностей, з яких чотири основні: ліванці, китайці, індонезійці та філіппінці, а також невелике число євреїв. Також на Арубі мешкає невелика кількість вихідців з інших островів Карибського моря.
У містах проживає майже половина населення — 45,4 %, у сільській місцевості — 54,6 %. У статевому розрізі спостерігається переважання жінок над чоловіками (52,28 % та 47,72 % відповідно). До вікової групи до 15 років належить 21,2 % мешканців країни, 15—29 років — 18,9 %, 30—44 років — 26,1 %, 45—59 років — 21,3 %, 60—74 років — 9,6 %, 75—84 років — 2,2 %, старше 85 років — 0,7 %. Тривалість життя (2006) — 76,0 років у чоловіків і 82,8 у жінок.
Народжуваність сягає 12,3 на 1000 населення (при цьому відсоток позашлюбних дітей сягає 49,2 %), смертність — 4,8 (2005). Природний приріст населення 7,5 на 1000 осіб. Кількість шлюбів та розлучень на 1000 осіб (2005) становить 5,76 і 4,4 відповідно.

### Релігія

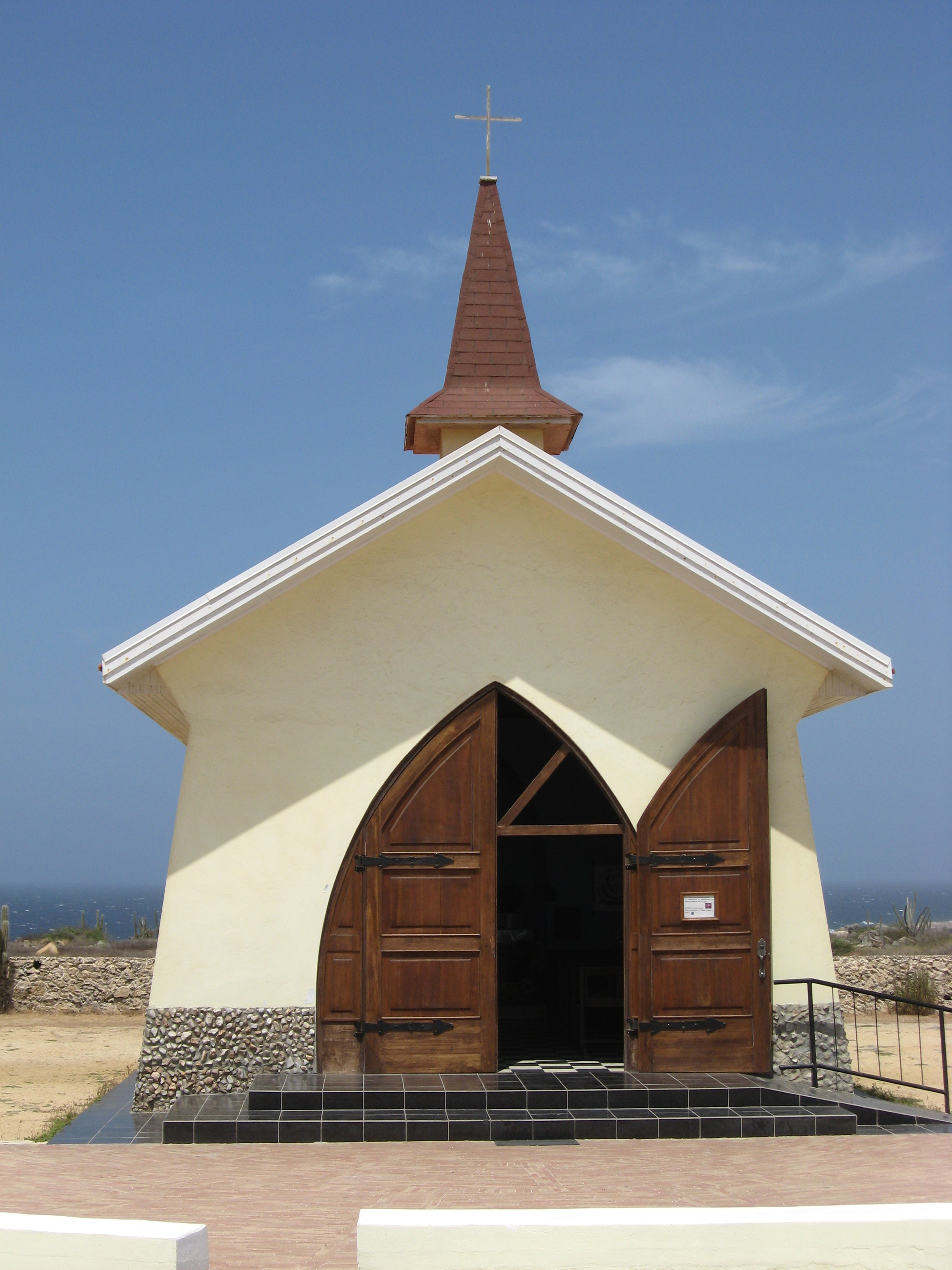
Перша церква Аруби в Альто-Вісті

82 % жителів острова є парафіянами Римо-католицької церкви, близько 8 % — протестанти. Серед решти 10 % зустрічаються прихильники індуїзму, ісламу, конфуціанства та юдаїзму.
Найпершою католицькою церквою, зведеною на Арубі та й на всіх Карибських островах, є церква в Альто-Вісті, збудована іспанським місіонером Домінго Антоніо Сильвестре у 1750 році. Згодом у 1816 році церкву було закрито та зруйновано, а згодом відновлено у 1952 році.

### Мови
Офіційними мовами є нідерландська та пап'яменто (креольська мова, в основі котрої суміш іспанської та португальської мов). Найпоширенішою з мов є пап'яменто, на якій спілкуються 66,3 % мешканців країни, а також англійська, іспанська й нідерландська мови..
Перші відомості про широкий ужиток пап'яменто на Арубі зустрічаються в офіційних документах з Кюрасао. Із середини XIX століття пап'яменто почав часто вживатися в написанні церковних псалтирів і шкільних посібників. 1871 року вперше вийшла газета цією мовою під назвою Civilisado. Пап'яменто в ті часи міг стати й мовою навчання, та нідерландське керівництво вирішило, що все навчання має здійснюватися суто нідерландською. Таким чином, попри те, що пап'яменто є рідною для арубанців уже протягом трьох століть, статус офіційної мови їй було надано лише 19 березня 2003 року.

## Економіка

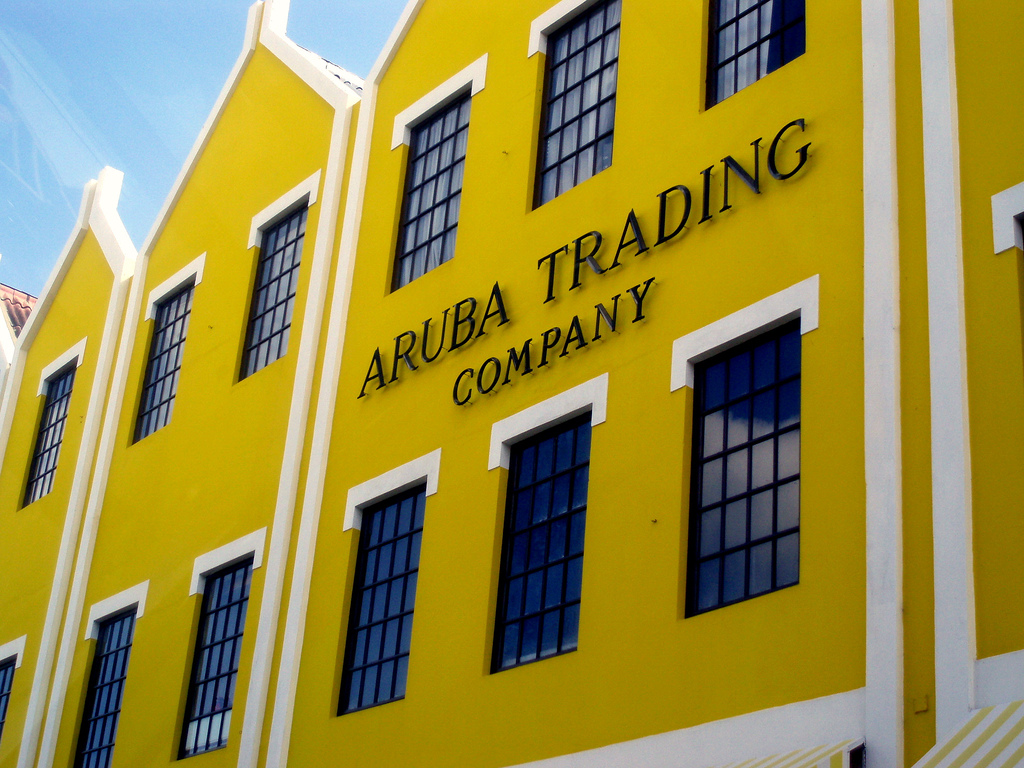
Торгова компанія Аруби

Відповідно до оцінки 2005 року валовий внутрішній продукт (ВВП) (за паритету купівельної спроможності) країни склав 2,258 млрд доларів США, або 21 800 доларів США на душу населення. За даними 2002 року сектор послуг є основним компонентом ВВП (66,3 %), за ним —- промисловість (33,3 %), сільське господарство (0,4 %). Працездатне населення Аруби оцінюється в 41 500 осіб. Рівень безробіття 6,9 % (2005).
Основними галузями національної економіки Аруби є туризм, банківська сфера (офшор), переробка та зберігання нафти. Великий стрибок розвитку туризму за останні десятиріччя був пов'язаний із постійним розвитком супутніх послуг та інфраструктури. Розвивається також і будівництво — число місць в готелях уп'ятеро перевищує рівень 1985 року. Нафтопереробну промисловість було відновлено у 1993 році.

### Туризм
Рішення щодо розвитку туристичної галузі було прийняте під час кризи, пов'язаної з закриттям нафтопереробного заводу в 1985 році. У тому ж році країну відвідало близько 2 000 туристів, а в 1996-му їх стало вже 7 103. У наш час[коли?] країну щорічно відвідують 1,5 млн туристів, 75 % з яких — зі США, число місць у готелях уп'ятеро перевищує рівень 1985 року, причому будівництво туристичної інфраструктури триває.

### Сільське господарство
Скеляста місцевість острова, малородючий ґрунт і посушливий тропічний клімат в сукупності створюють несприятливі умови для розвитку сільського господарства. У XVIII столітті острів використовувався як велике ранчо, та й це виявилося нерентабельним. Під сільськогосподарські землі на Арубі використовуються лише 7 % землі, в сільському господарстві працює 0,6 % робочої сили.
Основним сільськогосподарським продуктом є алое. Його вирощування на острові почалося ще в XIX столітті. Арубанське алое відоме передовсім завдяки високому вмісту алоїну (22 % проти середньосвітового показника в 15 %). Із відкриттям на острові нафтопереробної галузі вирощування алое відійшло на задній план і було знову відновлене після Другої світової війни — у 1949 році, коли Кейсі Еман заснував першу фабрику алое на острові, під назвою Aruba Aloe Products Company, завдяки чому вже у 1951 році Аруба виробляла 30 % світових обсягів алое.

### Транспорт і комунікації

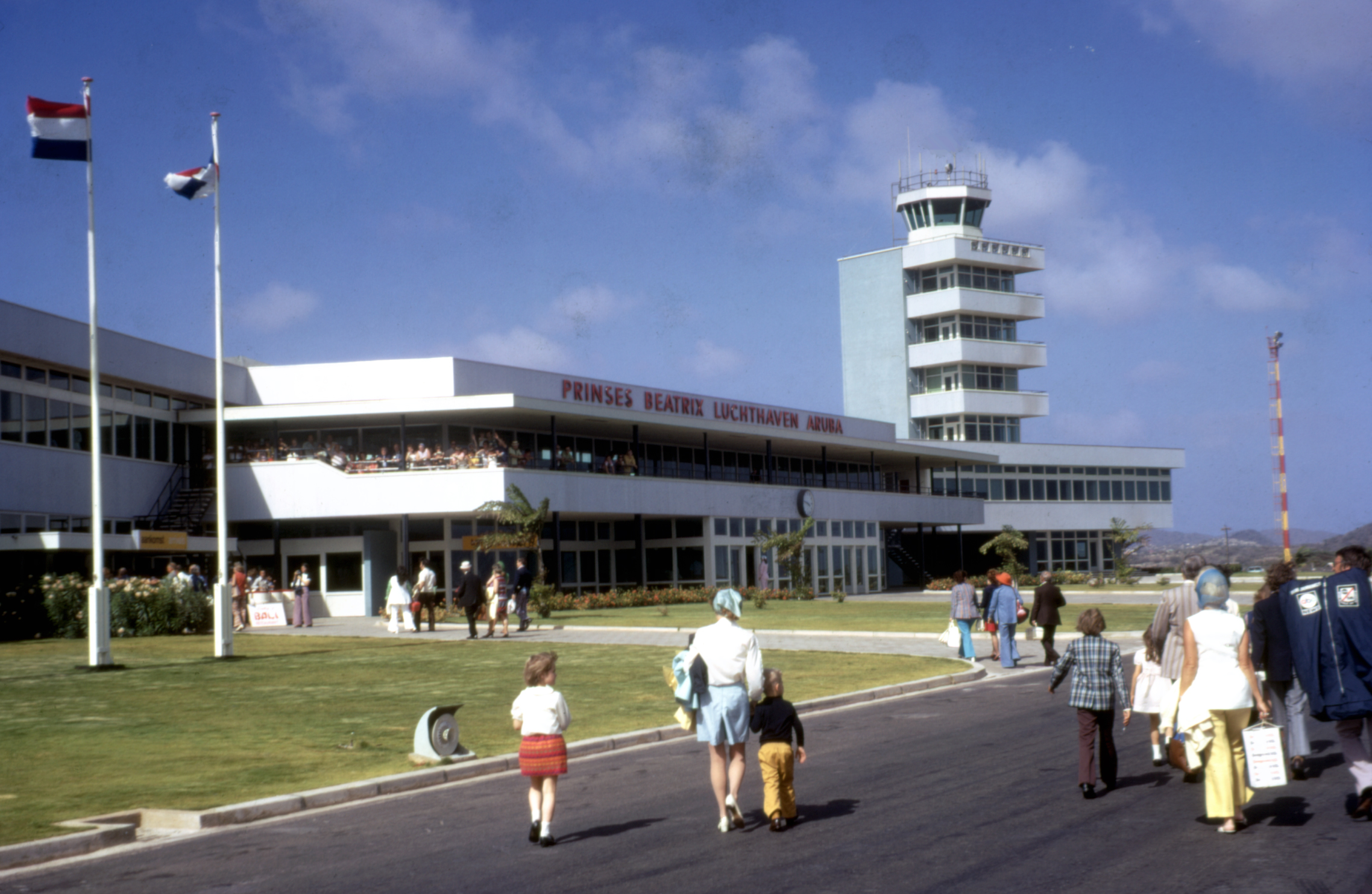
Аеропорт королеви Беатрикс

Залізниць на острові немає. Довжина автошляхів (1995) 800 км, з яких 64 % мають тверде покриття. Число легкових автомобілів 49 521, вантажівок і автобусів 1207 (2005).
Міжнародний аеропорт імені королеви Беатрікс розташований неподалік Ораньєстаду і щоденно приймає авіарейси з різних міст США (Маямі, Чикаго, Вашингтон, Нью-Йорк, Бостон), Пуерто-Рико (Сан-Хуан), Канади, Південної Америки та інших країн. За даними аеропорту в 2005 році його послугами скористалися 1,7 млн пасажирів, із яких 61 % — зі США.
На 1000 мешканців Аруби припадає 397 стаціонарних телефонів (2002, усього 37 тис.), 1002 мобільних (2006, всього 105,7 тис.), 218 телевізорів (2001, усього 20 тис.), 257 користувачів мережі Інтернет (2002, усього 24 тис.).

### Зовнішньоекономічні стосунки
Імпорт (2005) 4253 млн доларів США: сира нафта (77,6 %), електричне й неелектричне машинне обладнання (4,1 %), харчові продукти (2,3 %). Основні імпортери: США (60,4 %), Нідерланди (11,7 %), Венесуела (2,8 %), Нідерландські Антильські острови (2,8 %).
Експорт (2005) 4374 млн доларів США: перероблена нафта (99,4 %), інше (0,6 %). Головні напрямки експорту: США (48,5 %), Нідерландські Антильські острови (21,3 %), Нідерланди (15,4 %), Венесуела (4,1 %).

### Валюта
Валюта Аруби — флорин (знак: Afl.; код: AWG), який було введено в обіг у 1986 році, навзамін антильського гульдена. Валюту було прикріплено до долара США за курсом, узятим від тогочасного курсу гульдена — 1,79 флорина за 1 долар США. 1986 року до обігу введено монети номіналом у 5, 10, 25 і 50 центів, 1 і 2½ флорина, банкноти номіналом у 5, 10, 25, 50 і 100 флоринів. 2005 року банкноту в 5 флоринів було замінено монетами, а випуск монети у 2½ флорина припинили. Усі монети виготовляються з нікельованої сталі, окрім 5 флоринів, які карбують зі сплаву міді та інших металів. 50 центів — єдина монета квадратної форми, яку називають «йотин».

## Соціальна сфера

### Освіта
Система освіти Аруби базується на нідерландській системі й забезпечує освіту на всіх рівнях. За винятком приватних шкіл, уся система освіти фінансується урядом. Початкова освіта охоплює дітей віком від 6 до 12 років. Всього у країні 37 початкових шкіл, у яких навчається 9 806 учнів (2004–2005).
У середніх школах навчаються підлітки з 12 до 17 років, які отримують тут зокрема технічну освіту, передуніверситетську підготовку, економічну освіту тощо. У 12 школах навчається 7 067 учнів (2004—2005).
Вищу освіту надають Університет Аруби та Коледж підготовки вчителів. Університет Аруби готує спеціалістів на трьох факультетах: права, фінансових і економічних наук, гостинності й менеджменту туризму. З огляду на обмежений вибір спеціальностей у вишах Аруби, багато студентів навчаються в університетах Європи, Північної та Південної Америки.

### Охорона здоров'я
На острові функціонує Департамент охорони здоров'я Аруби, який забезпечує профілактику й лікування різноманітних захворювань, також є Лабораторія суспільного здоров'я, яку оснащено діагностичним обладнанням, необхідними інструментами й кваліфікованим штатом співробітників.
У країні 144 лікарі (1 на 699 мешканців) і 310 ліжко-місць (1 на 330 мешканців) (2005). Найбільшою лікарнею є заснована в 1976 році лікарня Гораціо Одубера на 280 ліжко-місць, яка надає медичні послуги більш як у 20 напрямках.

## Культура й мистецтво

### Образотворче мистецтво
Пейзажі Аруби слугували джерелом натхнення для багатьох професійних художників. Портрет як вид живопису на Арубі не дістав широкого розповсюдження. Зростає популярність скульптури й тривимірної графіки. Графічні студії почали виникати здебільшого в період економічного зростання з 1988 року. Художники переважно комерційні дизайнери за професією. Серед найвідоміших малярів — Ванесса Пауліна, Осайра Муяле, Елвіс Лопес, Густав Нуель, Стан Кюйпері та інші.

### Виконавче мистецтво
На Арубі діє кілька театральних труп, найстарішою й найпопулярнішою з-поміж яких є Mascaruba. В Ораньєстаді знаходиться театр Cas di Cultura. Місцеві культурні й художні проєкти (здебільшого театральні) розвиває фонд Arte pro Arte (FARPA, «Мистецтво для мистецтва»). Фонд танцю Аруби організовує міжнародні фестивалі й майстерні. Навчання молоді здійснюється у кількох танцювально-балетних школах. Двічі в рік на острові проводиться міжнародний танцювально-театральний фестиваль.

### Музеї

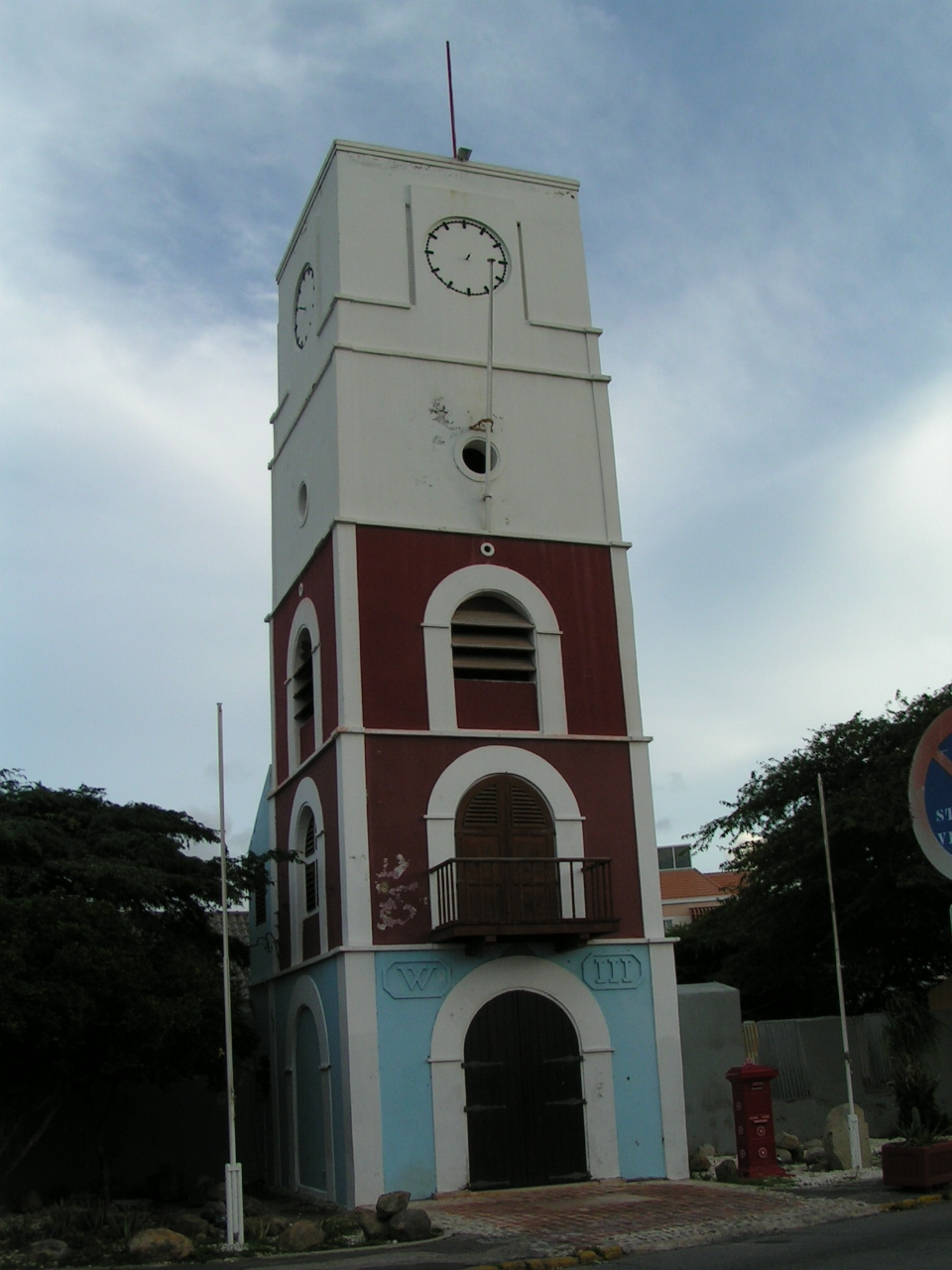
Вежа Віллема III

Із культурним надбанням Аруби можна ознайомитися в історичному, археологічному й нумізматичному музеях:
Історичний музей Аруби заснований у 1983 році Культурним центром Аруби (нід. Cultureel Centrum van Aruba), розташовано у відреставрованій вежі Віллема III. У музеї можна ознайомитись з історією острова, з часів його перебування під управлінням іспанців, а згодом голландців.
Археологічний музей Аруби розміщений у приміщенні Інституту культури в Ораньєстаді та містить артефакти, що описують історію острова до прибуття європейців, — вироби з кераміки й каменю, орнаменти, фрагменти поховань тощо.
Нумізматичний музей Аруби, утворено в 1981 році, вміщує приватну колекцію Маріо Одора, що включає близько 40 000 монет із 400 країн світу.

### Свята
| Дата       | Назва                              |
| ---------- | ---------------------------------- |
| 1 січня    | Новий рік                          |
| 25 січня   | День Бетіко Круса                  |
| 4 лютого   | Карнавал                           |
| 18 березня | День національного гімну й прапора |
| 21 березня | Страсна п'ятниця                   |
| 24 березня | Світлий понеділок                  |
| 30 квітня  | День народження королеви           |
| 1 травня   | День праці                         |
| 1 травня   | Вознесіння Господнє                |
| 25 грудня  | Різдво                             |

## ЗМІ
Періодичні видання на острові друкуються мовами пап'яменто, нідерландською та англійською. Серед найпоширеніших газет — Diario Aruba, Bon Dia, Awemainta (усі пап'яменто), Amigoe (нідерландською та англійською), A.M. Digital, Aruba Today (обидві англійською) та інші. Першу газету мовою пап'яменто, Civilisado, вперше видрукувано у 1871 році.
На острові здійснюють мовлення телевізійні канали ATV і Tele Aruba [Архівовано 3 червня 2019 у Wayback Machine.], а також радіостанції Radio Kelkboom, Hit 94 [Архівовано 11 липня 2011 у Wayback Machine.], Magic 96.5 [Архівовано 31 січня 2010 у Wayback Machine.] и Canal 90.

## Спорт
У 1952–1984 роках спортсмени Аруби виступали на літніх Олімпійських іграх у складі Нідерландських Антильських островів, а з 1988 року — як самостійна делегація. Донині у скарбничці Аруби немає жодної олімпійської медалі.
Футбольний союз Аруби (нід. Arubaanse Voetbal Bond) є членом ФІФА з 1988 року. За всю свою історію збірна Аруби з футболу не зазнавала успіху навіть на регіональному рівні.

## Визначні пам'ятки

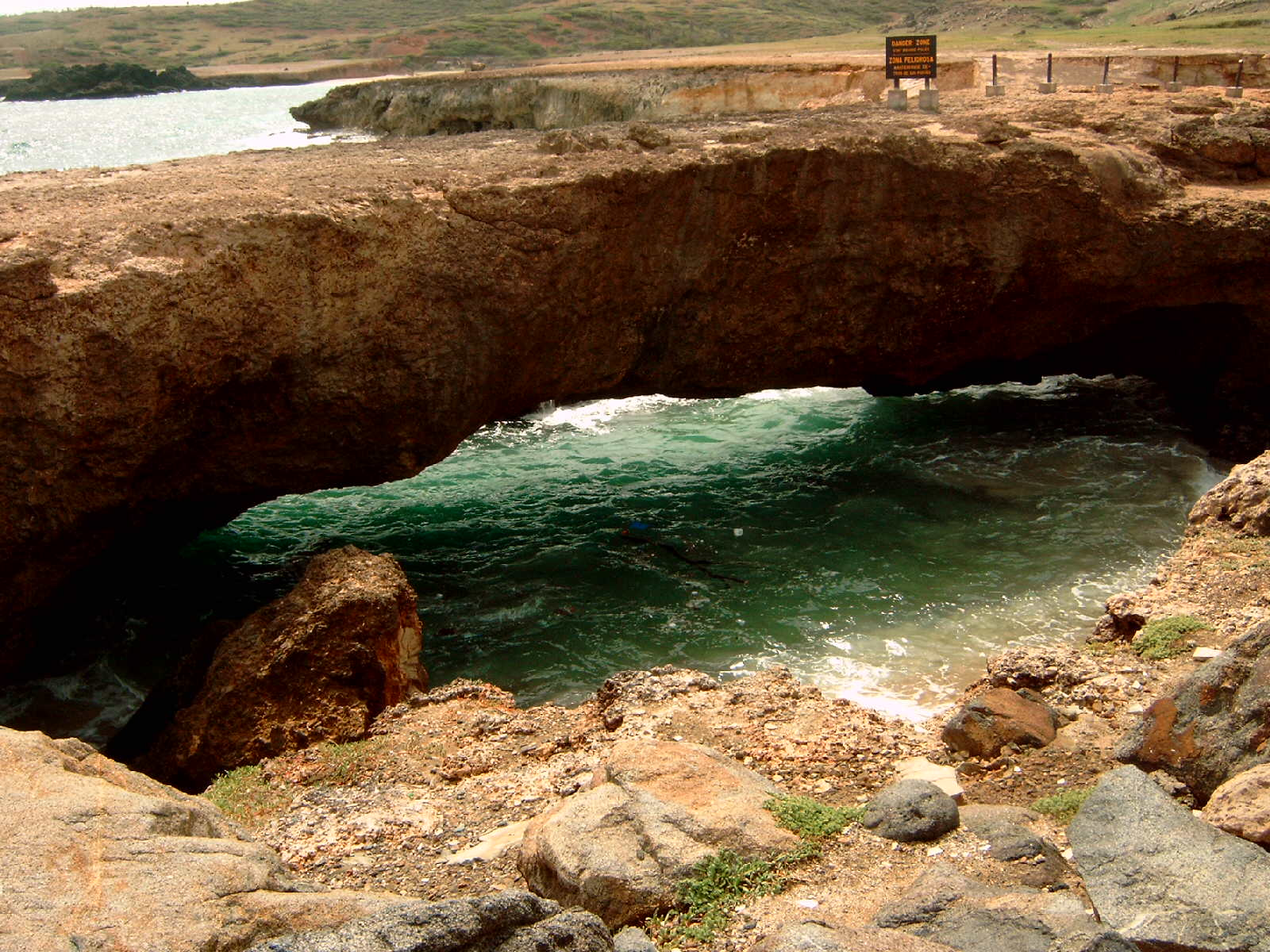
Міст природного походження у 2005 році до зруйнування

Визначні місця острова можна поділити на природні й культурні. До природних відносяться національний парк Арікок, на території якого розташована найвища точка острова — Яманота, відділений від моря скелями природний басейн, кілька печер. Одним із символів острова є пагорб Ойберг. Популярністю серед туристів користувався й міст природного походження, та він зруйнувався 2 вересня 2005 року.
Найстаріший будинок (кунуку) Аруби розташований у Саванеті. Поряд із ним є й невеликий пляж Корал-Риф-Біч.
Місто Ноорд відоме своїми історичними церквами — Святої Ганни, розміщеної в Ноорді, та Альто-Вістою за кілька кілометрів на північ. Коло міста розташовані пляжі Палм-Біч та Ігл-Біч. Туристи також відвідують Каліфорнійський маяк, що в північно-західній частині острова.

## Відомі особистості
На острові народився:
- Фред Юссі (* 1935) — естонський біолог, письменник та фотограф.
- Дейв Бентон (нар. 1951) - естонський музикант і поп-співак, переможець пісенного конкурсу Євробачення 2001 (в дуеті з Танелем Падаром).

## Цікаві факти
- 30 травня 2005 року, під час відвідування Аруби з приводу закінчення школи, зникла Наталі Енн Голловей — випускниця вищої школи Маунтін-Брук. Її зникнення призвело до великого резонансу в американських ЗМІ[50]. Декотрі з них закликали навіть до бойкоту острова. За підозрою в причетності до зникнення було затримано трьох місцевих мешканців, а розслідування тривало до спливу 2007 року, однак дівчинку так і не віднайшли. Ця подія призвела до зменшення потоку туристів на Арубу[51].